# Spinulosida
Super-ordre
Ordre
Spinulosida est un ordre d'étoiles de mer (classe des Asteroidea), le seul du super-ordre des Spinulosacea.

## Caractéristiques

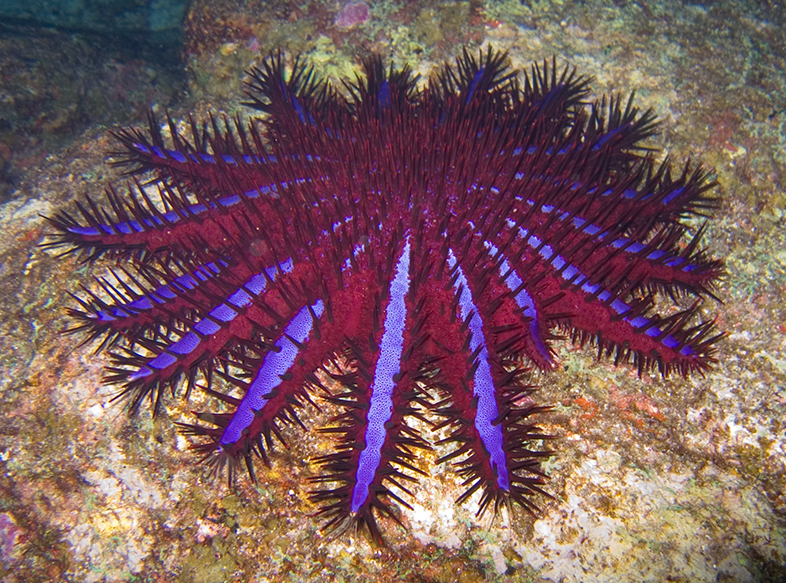
Une Acanthaster planci en Thaïlande. Le critère des piquants ne suffit cependant pas à la classer parmi les Spinulosida.

Les Spinulosida se singularisent, d'une part, par l'absence de pédicellaires, et, d'autre part, par la présence d’épines sur leur face supérieure. Cependant, la classification de cet ordre est remise en question par de nombreux travaux récents, et certains organismes comme World Register of Marine Species (3 octobre 2013) n'y incluent plus qu'une seule famille, les Echinasteridae.

## Liste des familles
| Selon WRMS (3 octobre 2013) : - famille Echinasteridae Verrill, 1870 | Selon NCBI (3 octobre 2013) : - famille Echinasteridae Verrill, 1870 - famille Korethrasteridae Danielsson et Koren, 1884 - famille Mithrodiidae - famille Pythonasteridae | Selon ITIS (3 octobre 2013) : - sous-ordre Eugnathina Spencer et Wright, 1966 - famille Korethrasteridae Danielsson et Koren, 1884 - famille Pterasteridae Perrier, 1875 - famille Pythonasteridae - famille Solasteridae Perrier, 1884 - sous-ordre Leptognathina Spencer et Wright, 1966 - famille Acanthasteridae Gervais, 1841 - famille Asterinidae Gray, 1840 - famille Echinasteridae Verrill, 1867 - famille Ganeriidae - famille Metrodiridae - famille Mithrodiidae - famille Poraniidae Perrier, 1894 - famille Valvasteridae |

La famille des Acanthasteridae (Gervais, 1841) était auparavant classée dans l'ordre des Spinulosida, et a été reclassée comme Valvatida en 2010 par la plupart des organismes de référence en phylogénie, comme WRMS. Les critères sont génétiques mais aussi physiologiques : les Acanthaster possèdent des pédicellaires, toujours absents chez les Spinulosida et présents chez les Valvatida. Parmi les grands organismes de phylogénie, seul ITIS (3 octobre 2013) n'a pas encore régularisé sa situation.

## Galerie

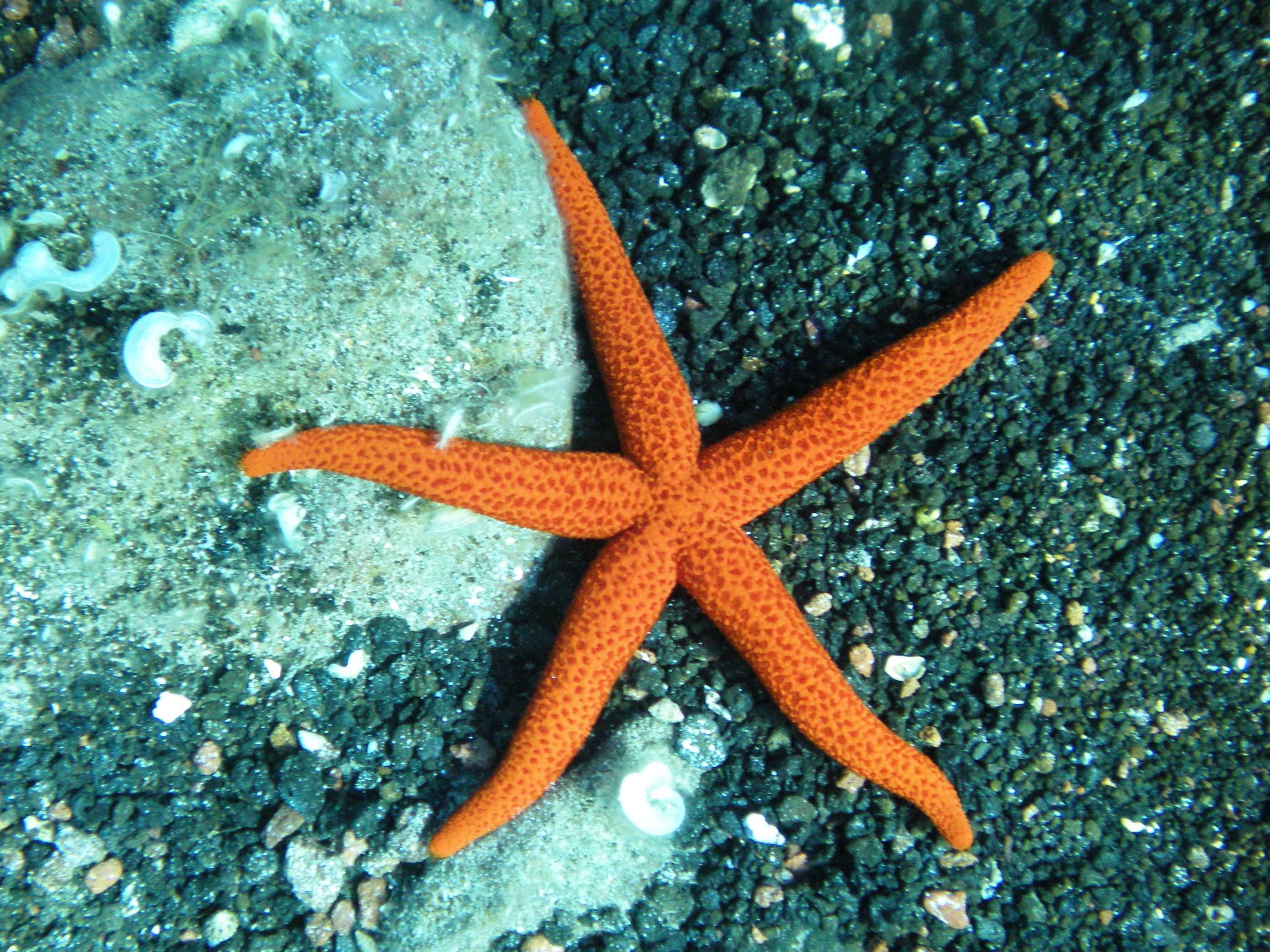
Echinaster sepositus
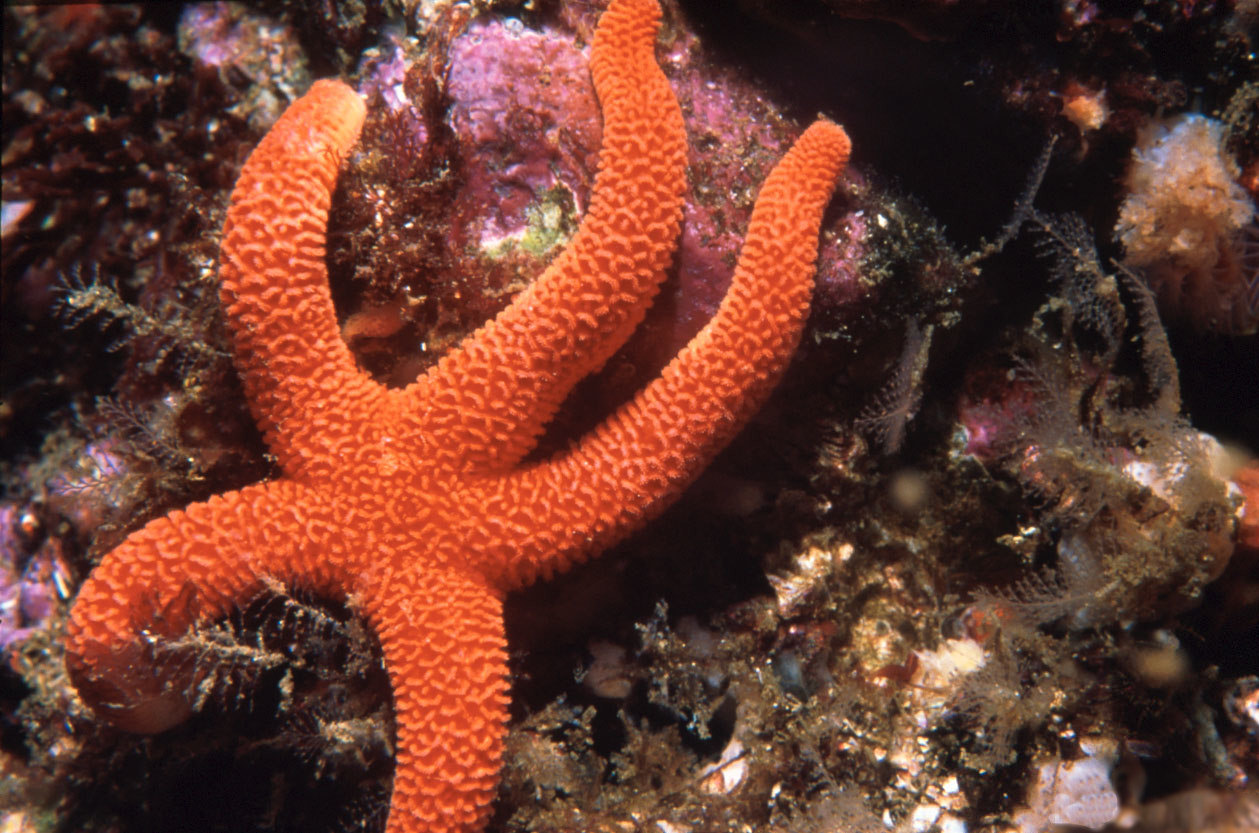
Henricia leviuscula
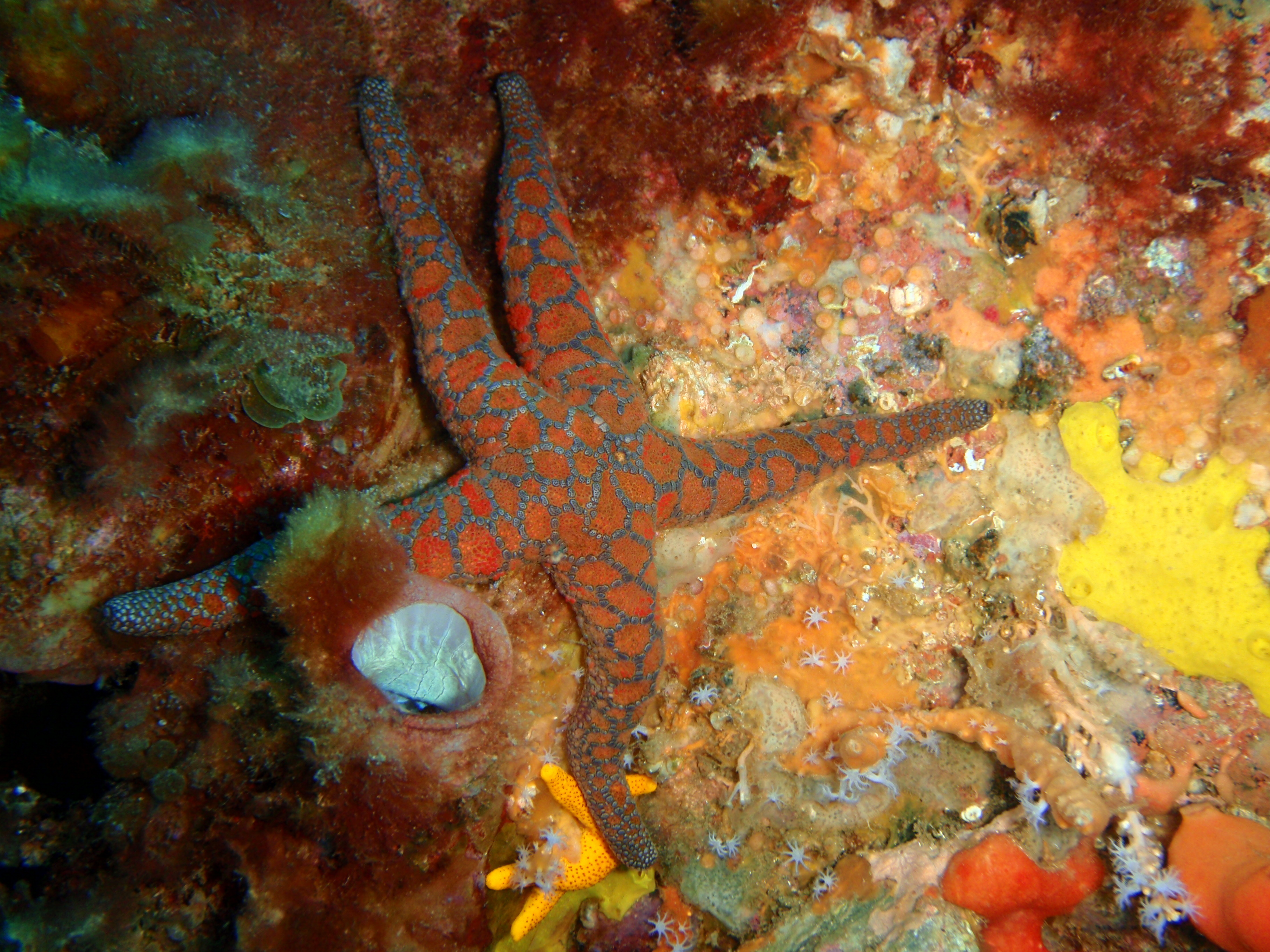
Plectaster decanus